# جاكي بيلي
جاكي بيلي (بالإنجليزية: Jackie Baillie)‏ (و. 1964  م) هي سياسية بريطانية، ولدت في هونغ كونغ، حزب العمال.

## مناصب
تولت منصب Member of the 5th Scottish Parliament ‏ (منذ 5 مايو 2016)
- عضو البرلمان الاسكتلندي الرابع ‏ (5 مايو 2011–24 مارس 2016)
- عضو البرلمان الاسكتلندي الثالث ‏ (3 مايو 2007–22 مارس 2011)
- عضو البرلمان الاسكتلندي الثاني ‏ (1 مايو 2003–2 أبريل 2007)
- Minister for Social Justice ‏ (27 أكتوبر 2000–8 نوفمبر 2001)
- عضو البرلمان الاسكتلندي الأول ‏ (6 مايو 1999–31 مارس 2003).

## التعليم
تعلمت في جامعة غلاسكو.